# Мелихівська сільська рада
Микола́ївська сільська́ ра́да — адміністративно-територіальна одиниця та орган місцевого самоврядування в Нововодолазькому районі Харківської області. Адміністративний центр — село Миколаївка.

## Загальні відомості
Мелихівська сільська рада утворена в 1920 році.
- Територія ради: 115,4 км²
- Населення ради: 1 369 осіб (станом на 2001 рік)
- Територією ради протікає річка Берестова.

## Населені пункти
Сільській раді підпорядковані населені пункти:
- с. Миколаївка
- с. Парасковія

## Склад ради
Рада складалася з 16 депутатів та голови.
- Голова ради: Рудаченко Віктор Григорович
- Секретар ради: Бисова Ліда Анатоліївна

### Керівний склад попередніх скликань
| Прізвище, ім'я, по батькові | Основні відомості                                                         | Дата обрання | Дата звільнення |
| --------------------------- | ------------------------------------------------------------------------- | ------------ | --------------- |
| Рудаченко Віктор Григорович | Сільський голова, 1953 року народження, освіта вища, член Партії регіонів | 26.03.2006   | 31.10.2010      |
| Рудаченко Віктор Григорович | Сільський голова, 1953 року народження, освіта вища, член Партії регіонів | 31.10.2010   |                 |

Примітка: таблиця складена за даними сайту Верховної Ради України

### Депутати
За результатами місцевих виборів 2010 року депутатами ради стали:

#### За суб'єктами висування
| Суб'єкт висування | Кількість обраних депутатів | %    |
| ----------------- | --------------------------- | ---- |
| Партія регіонів   | 13                          | 81,3 |
| Самовисування     | 3                           | 18,8 |

#### За округами
| № округу        | Прізвище, ім'я, по батькові    | Дата визнання обраним | Освіта             | Партійна приналежність                        | Відомості про обраного депутата                                                       |
| --------------- | ------------------------------ | --------------------- | ------------------ | --------------------------------------------- | ------------------------------------------------------------------------------------- |
| Партія регіонів |                                |                       |                    |                                               |                                                                                       |
| 1               | Бородін Сергій Іванович        | 01.11.2010            | середня спеціальна | позапартійний                                 | приватний підприємець                                                                 |
| 2               | Сотнікова Людмила Кімівна      | 01.11.2010            | середня спеціальна | член Партії регіонів                          | ВПЗ Мелихівка, начальник відділення                                                   |
| 3               | Криволапова Раїса Григорівна   | 01.11.2010            | середня спеціальна | член Партії регіонів                          | тимчасово не працює                                                                   |
| 4               | Бобришева Надія Іванівна       | 01.11.2010            | середня спеціальна | член Партії регіонів                          | Мелихівська амбулаторія загальної практики — сімейної медицини, старша медична сестра |
| 5               | Левківська Ольга Володимирівна | 01.11.2010            | вища               | позапартійна                                  | Мелихівська загальноосвітня школа І-ІІІ ст., вчитель                                  |
| 6               | Салькова Олена Федорівна       | 01.11.2010            | середня спеціальна | позапартійна                                  | Мелихівська сільська рада, головний бухгалтер                                         |
| 7               | Кочетова Ніна Миколаївна       | 01.11.2010            | середня спеціальна | член Партії регіонів                          | Мелихівська сільська рада, спеціаліст II категорії                                    |
| 8               | Бисова Лідія Анатоліївна       | 01.11.2010            | середня спеціальна | член Партії регіонів                          | Мелихівська сільська рада, секретар сільської ради                                    |
| 9               | Сотніков Олександр Семенович   | 01.11.2010            | середня            | позапартійний                                 | Н.Водолага «Енергозбут», контролер                                                    |
| 10              | Мезенцева Алла Володимирівна   | 01.11.2010            | середня спеціальна | член Партії регіонів                          | Мелихівська загальноосвітня школа І-ІІІ ст., вчитель                                  |
| 14              | Фарафонова Ніна Іванівна       | 01.11.2010            | середня спеціальна | позапартійна                                  | Парасковіївський фельдшерсько-акушерський пункт, завідувачка                          |
| 15              | Стратіла Тамара Олександрівна  | 01.11.2010            | середня спеціальна | позапартійна                                  | ВПЗ Мелихівка, листоноша                                                              |
| 16              | Смирний Леонід Іванович        | 01.11.2010            | середня спеціальна | член Партії регіонів                          | тимчасово не працює                                                                   |
| Самовисування   |                                |                       |                    |                                               |                                                                                       |
| 11              | Миргород Сергій Дмитрович      | 10.07.2011            | вища               | позапартійний                                 | тимчасово не працює                                                                   |
| 12              | Денисенко Наталія Вікторівна   | 01.11.2010            | вища               | член Всеукраїнського об'єднання «Батьківщина» | Парасковіївська загальноосвітня школа І-ІІ ст., вчитель                               |
| 13              | Денисенко Тамара Василівна     | 01.11.2010            | середня спеціальна | член Всеукраїнського об'єднання «Батьківщина» | Парасковіївська загальноосвітня школа І-ІІ ст., вчитель                               |